# Сенегальская авдотка

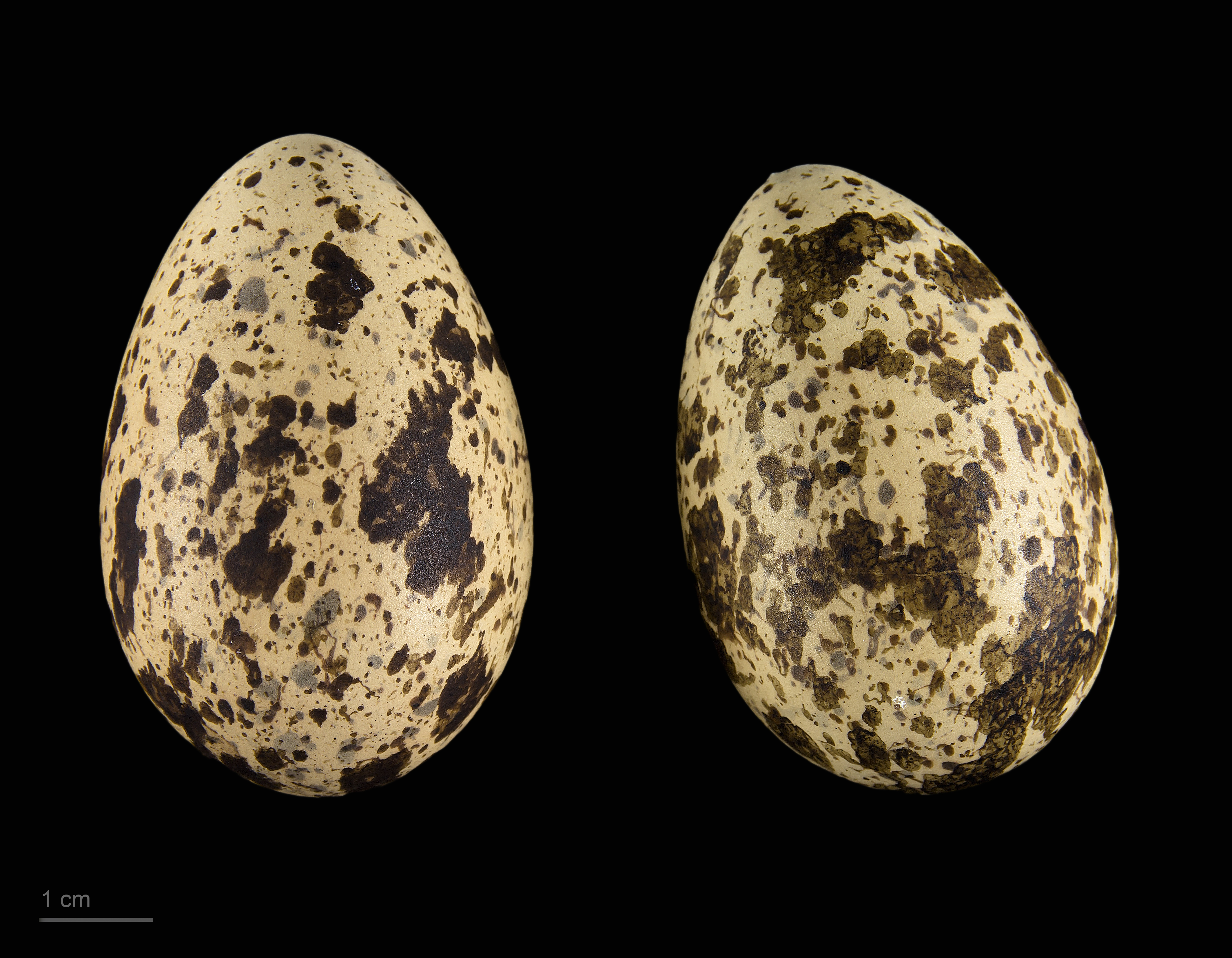
яйцо Burhinus senegalensis - Тулузский музеум

Сенегальская авдотка (лат. Burhinus senegalensis) — птица из семейства авдотковых, обитающая в Африке.

## Описание
Длина тела составляет от 32 до 38 см. Внешне похожа на обитающую в Евразии авдотку, только оперение в целом немного светлее и клюв более длинный. Белый участок лица вокруг глаз более выражен.
Спина и плечи однородного серого цвета. Крылья с нижней стороны имеют широкую светло-серую полосу. У основания маховых перьев имеется маленькое белое пятно. У птицы чёрный клюв, у основания надклювья имеется характерное для вида жёлтое пятно. 

## Распространение
Номинативная форма Burhinus senegalensis senegalensis распространена от Сенегала и Гамбии до Судана. Подвид Burhinus senegalensis inornatus обитает в Египте от дельты Нила к югу, а также от Эфиопии до Кении и Уганды.
Во всей области распространения это оседлая птица. В некоторых регионах во время сезона дождей или во время наводнений птицы кочуют в более сухие области. Так, начиная с ноября, в сезон дождей птицы летят на северо-восток Демократической республики Конго и остаются там по апрель или май. В Нигерии вид мигрирует локально в зависимости от уровней воды. 
Птицы предпочитают открытые и сухие территории, засушливые степи, а также саванны буша. Они избегают пустыни, предпочитая ландшафты вблизи водоёмов. Особенно часто птиц можно наблюдать на песчаных берегах рек и морском побережье.
В Египте птицы селятся также на плоских крышах домов на окраине городов. В западноафриканской зоне Сахель их часто можно наблюдать в деревнях .

## Питание
Питание состоит преимущественно из насекомых, ракообразных, моллюсков и червей. Однако, сенегальская авдотка питается также лягушками и мелкими грызунами. Во время поиска корма её часто можно наблюдать в небольших стаях. 

## Размножение
О размножении известно очень мало. Обе родительских птицы заботятся о птенцах.